# 本沢みなみ
本沢 みなみ（ほんざわ みなみ、1974年4月27日 - ）は、ライトノベル小説家。埼玉県出身。
実践女子大学文学部卒業。
1994年下期コバルト・ノベル大賞で佳作入選。
受賞作は「ゴーイング・マイ・ウェイ」。
高校生が暗殺者として活躍するアクションストーリー「東京ANGEL」とファンタジーシリーズ「新世界」が代表作。

## 主な作品

### 東京ANGEL
- 東京ANGEL　−少年たちの真夜中を撃て!−
- 駆ける記憶
- 永遠のセレネ
- 銃弾に消える雨
- 漂流少年
- マリアの十字架
- 君が写る世界を
- 帰りたい海
- ヒカリの森
- また還る夏まで
- レッド・シャドウ
- 三人目の暗殺者（アサシン）
- この闇に踊れ
- 未来写真
- イエスタデイを数えて
- 眠るカナリア
- ナイフと太陽
- 「K」からの手紙
- 依頼人「K」
- リミット・ステージ　1・2
- アイスドールは微笑まない
- 24時間のソナタ
- 黒の狙撃手
- スタートライン−Start Line

### 新世界
- 鍵を開く少女と皇子の青玉石
- ふたつの太陽がのぼる帝国
- 剣を抱く傭兵と血に染まる王城
- 南海にかがやく奇跡と北方の巫女

### その他
- バーコードチルドレン
- 自転車くるくる（『告白。—ピュアフル・アンソロジー』所収）